# Ессе, Вильгельм
Вильгельм Ессе (нем. Wilhelm Jesse, 3 июля 1887, Грабов — 11 января 1971, Брауншвейг) — немецкий историк, нумизмат и филолог.

## Биография
В 1906—1911 годах учился в Мюнхене, Киле и Берлине. В 1911—1914 годах работал в архиве в Шверине, а после Первой мировой войны, с 1919 года — в Музее истории Гамбурга. В 1926 году получил степень хабилитированного доктора. В том же году переехал в Брауншвейг, где начал работать в Государственном музее Брауншвейга. В 1932 году назначен директором музея и занимал эту должность до 1952 года. С 1933 года — профессор Брауншвейгского технического университета, в 1942—1963 годах читал лекции по истории монетного дела в Гёттингенском университете.
В своих работах рассматривал связь нумизматики с фольклором, экономикой и историей искусства.

## Избранная библиография
- Quellenbuch zur Münz- und Geldgeschichte des Mittelalters. — Halle, 1924;
- Der Wendische Münzverein. — Lübeck, 1928;
- Münz- und Geldgeschichte Niedersachsens. — Braunschweig, 1952;
- Die Münzen der Stadt Braunschweig von 1499 bis 1680. — Braunschweig, 1962.